# Glasgow and South Western Railway
A Glasgow and South Western Railway (G&SWR), uma das companhias ferroviárias existentes antes do Decreto Ferroviário de 1921, serviu uma região triangular do sudoeste da Escócia, entre Glasgow, Stranraer e Carlisle. Ela assumiu este título depois de uma fusão em 1850 e foi uma das constituintes da London, Midland and Scottish Railway no agrupamento das ferrovias de 1923.